# جغرافيا توغو

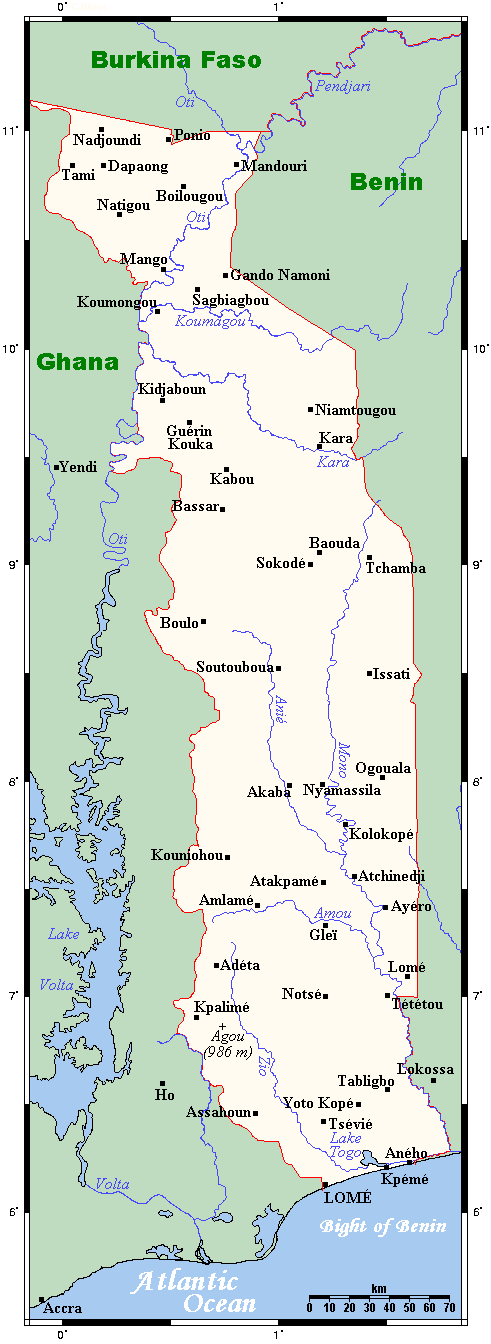
خريطة توغو

موقع توغو

توغو، هي دولة صغيرة تقع جنوب الصحراء الكبرى و تضم مساحة كبيره من الأراضي في غرب إفريقيا وإحداثيات توغو الجغرافية هي خط العرض 8 درجات شمالاً وخط الطول 1 درجة 10 شرقاً ويحدها ثلاث دول وهم بنين من الشرق مع 644 كيلومتر (400 ميل) من الحدود من الشمال و بوركينا فاسو 126 كيلومتر (78 ميل) من الحدود وغانا 877 كيلومتر (545 ميل) من الحدود وإلى جنوب توغو 56 كيلومتر (35 ميل) من الخط الساحلي على طول خليج بنين و من خليج غينيا في شمال المحيط الأطلسي وتوغو تمتد 579 كيلومتر (360 ميل) شمال الخليج و 160 كيلومتر (99 ميل) في أوسع نقطة وفي المجموع تبلغ مساحة توغو 54,385 كيلومتر مربع (20,998 ميل2) هي الأرض و 2,400 كيلومتر مربع (927 ميل2) هو الماء.
تنقسم توغو عادة إلى ست مناطق جغرافية وفي الجنوب توجد شواطئ رملية منخفضة ويلي المنطقة الساحلية ضيقة مسطحات المد والجزر والبحيرات الضحلة وكما يوجد عدد من البحيرات، أكبرها بحيرة توجو.

## أستخدام الأراضي
- الموارد الطبيعية: الفوسفات والحجر الجيري والرخام والأراضي الصالحة للزراعة
- استخدام الأراضي:
  - الأراضي الصالحة للزراعة: 44.2٪
  - محاصيل دائمة: 3.7٪.
  - أخرى: 52.1٪ (2011)
- الأراضي المروية: 73 كم 2 (2003)
- إجمالي موارد المياه المتجددة: 14.7 كم 2
- الأخطار الطبيعية: يمكن لرياح هارماتان الحارة والجافة أن تقلل من الرؤية في الشمال خلال فصل الشتاء ؛ الجفاف الدوري.

## الجغرافيا الفيزيائية
تتكون البلاد بشكل أساسي من منطقتين لسهول السافانا مفصولة بمجموعة من التلال الجنوبية الغربية والشمالية الشرقية ( قناة توغو) و في الشمال تقع هضبة أواتشي وتبلغ هذه الهضبة حوالي 30 كيلومتر (19 ميل) واسعة وتقع على ارتفاع 60 إلى 90 متر (197 إلى 295 قدم) فوق مستوى سطح البحر و تير دي باري هو اسم آخر لهذه المنطقة ويتم استخدامه بسبب التربة المتساقطة المحمر والغنية ب الحديد و تم تصنيف هذه المنطقة الجنوبية في توغو من قبل الصندوق العالمي للحياة البرية كجزء من المنطقة البيئية الفسيفسائية للغابات والسافانا في غينيا.
شمال شرق هضبة أواتشي توجد أرض في أعلى مستوياتها وتبلغ هذه المنطقة حوالي 500 متر (1,640 قدم) فوق مستوى سطح البحر ويتم تجفيف المنطقة بواسطة نهر مونو وروافده و بما في ذلك نهر أوغو
تقع جبال توغو إلى الغرب والجنوب الغربي من اعلى مرتفع وتمتد هذه الجبا ل عبر المنطقة الوسطى من توغو وبدءا من الجنوب الغربي إلى الشمال الشرقي وتصل سلسلة الجبال إلى بنين حيث تُعرف باسم جبال أتاكورا وغانا حيث تُعرف باسم تلال أكوابيم وهي أعلى جبل في توغو هو جبل أجو بارتفاع 986 متر (3,235 قدم) .
تقع شمال جبال توغو على هضبة من الحجر الرملي ويتدفق عبرها نهر أوتي و يتميز الغطاء النباتي بالسافانا ونهر أوتي الذي يستنزف الهضبة وهو أحد الروافد الرئيسية لنهر فولتا .
في أقصى الشمال الغربي من توغو توجد منطقة مرتفعة تتميز بصخورها الجرانيت والنيس و تقع منحدرات دابانغو في هذا الجزء من توغو.

## المناخ
المناخ استوائي بشكل عام بمتوسط درجات حرارة تتراوح بين 27.5 °م (81.5 °ف) على الساحل إلى حوالي 30 °م (86 °ف) في أقصى المناطق الشمالية ومع مناخ جاف وخصائص السافانا الاستوائية و في الجنوب هناك موسمان للمطر الأول بين أبريل ويوليو والثاني بين سبتمبر ونوفمبر وعلى الرغم من أن معدل هطول الأمطار مرتفع للغاية والمناخ استوائي ورطب لمدة سبعة أشهر بينما تهب الرياح الصحراوية الجافة من هارماتن جنوبًا منشهر من نوفمبر إلى مارس ويؤدي إلى طقس أكثر برودة.

## البيئة
القضايا الحالية:
- إزالة الغابات التي تعزى إلى زراعة القطع والحرق واستخدام الأخشاب للوقود
- المخاطر الصحية وتأثيرها على صناعة صيد الأسماك من تلوث المياه
- زيادة تلوث الهواء في المناطق الحضرية

توغو جزء في: التنوع البيولوجي وتغير المناخ - بروتوكول كيوتو والتصحر والأنواع المهددة بالانقراض وقانون البحار وحماية طبقة الأوزون و تلوث السفن (ماربول 73/78 ) و الأخشاب الاستوائية 83 والأخشاب الاستوائية 94 و الأراضي الرطبة وصيد الحيتان

## النقاط المتطرفة
هذه هي القائمة بنقاط حدود توغو أو النقاط التي تقع في أقصى الشمال أو الجنوب أو الشرق أو الغرب من أي موقع آخر.
- أقصى نقطة في الشمال - نقطة ثلاثية مع غانا وبوركينا فاسو ، منطقة سافانيس
- أقصى نقطة في الشرق - موقع غير مسمى على الحدود مع بنين في نهر مونو غرب مدينة بنين غراند بوبو، المنطقة البحرية
- أقصى نقطة جنوبية - النقطة التي تدخل فيها الحدود مع غانا المحيط الأطلسي ، المنطقة البحرية
- أقصى نقطة في الغرب - النقطة الثلاثية مع غانا وبوركينا فاسو ومنطقة سافانيس